# Хайнрих XI (Хенеберг-Шлойзинген)
Хайнрих XI (VIII) фон Хенеберг-Шлойзинген, наричан „Неспокойния“, „Младия“ (1429) (на немски: Heinrich XI (VIII) von Henneberg-Schleusingen, „der Unruhige“, „der Jüngere“ (1429)) от фамилията на графовете на Хенеберг, е духовник до 1445 г., след това граф в Калтеннордхайм.

## Живот
Роден е на 17 март 1422 година. Той е вторият син на граф Вилхелм I фон Хенеберг-Шлойзинген († 1424 в Кипър) и съпругата му принцеса Анна фон Брауншвайг-Гьотинген († 1426), вдовица на маркграф Вилхелм I фон Майсен († 1407), дъщеря на херцог Ото I фон Брауншвайг-Гьотинген († 1394) и Маргарета фон Юлих-Берг († 1442). По-големият му брат е управляващият граф Вилхелм II (* 1415; † 1444).
Хайнрих XI започва духовническа кариера и се отказва от наследството от баща му в Хенеберг-Шлойзинген. Той е записан в университетите в Ерфурт (1433) и Кьолн (1436). По-късно е домхер в Кьолн (1436), Вюрцбург (ок. 1437), архидякон във Вюрцбург (1455) и домхер в Бамберг (1438 – 1448).
По-големият му брат Вилхелм II умира при лов на 8 януари 1444 г. и оставя малолетни синове. Хайнрих XI напуска през 1445 г. духовничеството, жени се и има претенции за графството Хенеберг против племенниците си. Води и битки. Така започват големи неспокойствия в страната. Намесват се херцог Вилхелм III от Ваймар и маркграф Албрехт Ахилес от Бранденбург.
От 1445 до смъртта си 1475 г. Хайнрих XI управлява в Амт Калтеннордхайм. Той има множество конфликти със съседните господства.
Умира на 10 септември 1475 г. в Калтеннордхайм, Тюрингия. Погребан е в катедралата на Вюрцбург.

## Деца
Хайнрих XI има една дъщеря:
- Маргарета фон Хенеберг († 1491)